# 빌프리트 보이니치

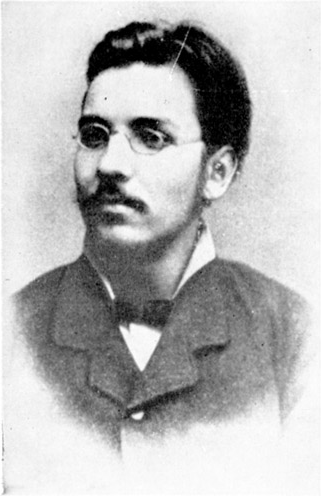
1885년경의 보이니치

빌프리다스 미콜라스 보이니치우스(Wilfridas Mykolas Vojničius, 1865년 10월 31일 ~ 1930년 3월 19일) 또는 미하우 하브단크-보이니치(Michał Habdank-Wojnicz)는 폴란드-리투아니아의 혁명가이자 수집가였다.
보이니치는 텔샤이의 폴란드-리투아니아의 귀족 집안에서 태어났다. 당시 그 지방은 러시아 제국의 영토였다.
1885년 루드빅 바렌스키의 혁명 단체인 프롤레테리아트에 가입했다. 1886년 바르샤바에 수감된 사형수 동료를 구출하려다 붙잡혀 시베리아 툰카의 수용소에 수감되었다. 1890년 탈옥하여 런던으로 건너가 이름으로 영어식으로 바꾸고 빌프리트(Wilfryd)라는 가명을 썼다. 1893년 조지 불의 딸이자 동료 혁명가인 에델 릴리안 불과 결혼했다. 보이니치는 세르게이 스텝냐크와 함께 러시아 자유 협회(Society of Friends of Russian Freedom)를 결성했다.
1895년 스텝냐크가 열차 사고로 죽은 뒤 보이니치 부부는 혁명 활동을 중단했다. 보이니치는 1898년 런던에 서점을 열었고, 1914년에는 뉴욕에 서점을 냈다.